# 達羅河

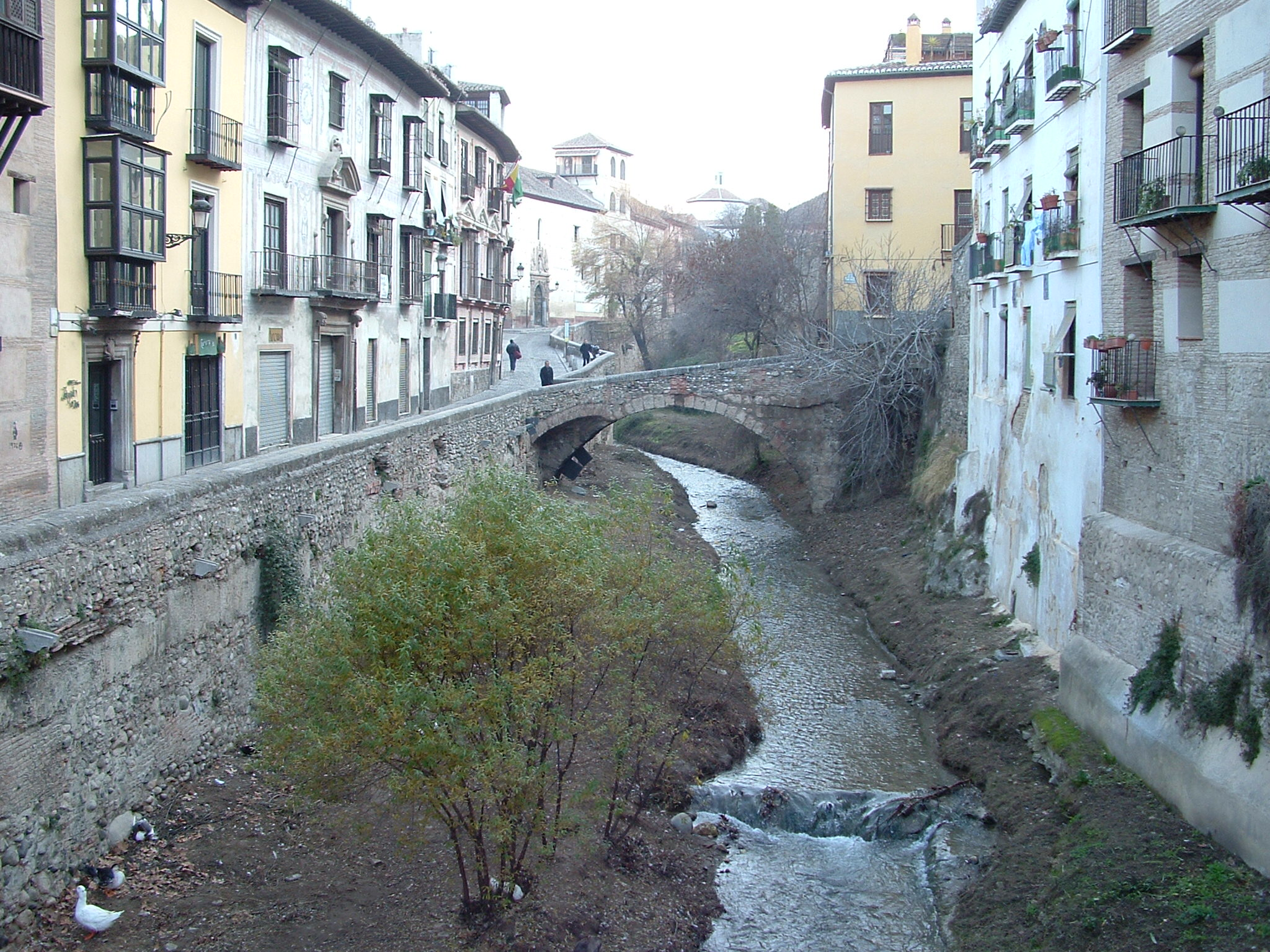
達羅河

達羅河（西班牙語：Río Darro）是西班牙的河流，位於該國東南部，位於格拉納達省，發源自韋托爾桑蒂良，最終在格拉納達注入赫尼爾河，河畔城鎮有阿爾法卡爾和比斯納爾。
37°21′N 3°18′W / 37.350°N 3.300°W